# Mikołów
Mikołów là một thị trấn nằm ở tỉnh Silesian, miền nam Ba Lan. Từ năm 1975 – 1998, thị trấn thuộc quyền quản lý của tỉnh Katowice, kể từ năm 1999 đến nay, nó nằm trong địa phận của tỉnh Silesian. Tổng diện tích của thị trấn là 79,2 km². Tính đến năm 2013, dân số của thị trấn là 38.821 người với mật độ 490 người/km².
Thị trấn giáp với Liên minh đô thị Silesian, một đô thị lớn với dân số trên 2 triệu người. Nó nằm trên suối Jamna, một nhánh của sông Kłodnica, đồng thời là phụ lưu của sông Oder.

## Lịch sử
Thị trấn Mikołów được thành lập từ thế kỷ 13, do đó đây được xem là một trong những thị trấn lâu đời nhất ở Silesia Thượng. Thị trấn được đề cập lần đầu tiên vào năm 1222, trong một tài liệu của công tước Racibórz Casmir gửi đến giám mục của Wrocław và Wawrzyniec.
Năm 1349 - 1350, Bệnh dịch hạch đã cướp đi sinh mạng của 33% cư dân sống ở thị trấn. Từ năm 1433 - 1443, một vài trận động đất đã xảy ra trong khu vực. Vào năm 1645 - 1687, một vài vụ cháy đã xảy ra ở thị trấn, liên quan đến việc hàng năm Mikołów giành được quyền trưng bày bốn hội chợ. Vào ngày 20 tháng 5 năm 1794, một trận hỏa hoạn lớn cũng đã thiêu rụi toàn bộ những ngôi nhà xung quanh quảng trường Market, tòa thị chính và tất cả các tài liệu lịch sử được lưu trữ bên trong đó. Trong Chiến tranh thế giới lần thứ hai, thị trấn đã bị quân đội Đức chiếm đóng và được đa số người dân ở đây chào đón nồng nhiệt. Sau một cuộc trưng cầu ý dân, có tới 55,7% người dân ủng hộ việc bị Đức thôn tính thay vì ở lại Ba Lan. Tuy nhiên, thị trấn Mikołów đã bị Ba Lan chiếm lại từ Đức vào năm 1922. Trong những năm sau chiến tranh, thị trấn rất phát triển nhờ sự di cư của người Ba Lan. Trong một cuộc điều tra dân số gần đây, số lượng người Silesian và người Đức chiếm đa số ở thành phố Mikołów.

### Lịch sử người Do Thái
Những người Do Thái đầu tiên xuất hiện ở Mikołów vào năm 1674. Có khoảng 800 người Do Thái trong thị trấn vào nửa sau của thế kỷ 19. Sau Chiến tranh thế giới lần thứ hai, số lượng người Do Thái đã giảm xuống còn 243 người. Ngay trước khi Liên Xô được giải phóng, vào tháng 1 năm 1945, các tù nhân từ Auschwitz đã tìm mọi cách qua thị trấn Mikołów tới Đức để làm việc trong các trại lao động. Họ hoàn toàn kiệt sức và hầu hết trong số họ đang ở ngưỡng cửa tử thần. Hơn 60 người chết hoặc bị sát hại sau đó được chôn cất tại nghĩa trang của người Do Thái ở thị trấn Mikołów.
Nghĩa trang Do Thái ở Mikołów được thành lập vào cuối thế kỷ 19, nhưng ngôi mộ cổ nhất có từ năm 1726. Hiện nay, chỉ có 100 trong tổng số 265 ngôi mộ được bảo tồn. Phía trước nghĩa trang là đài tưởng niệm, dành riêng cho các nạn nhân của tháng 1 năm 1945. Trên đài tưởng niệm có dòng chữ: "Ở nơi này yên nghỉ, 14 người bị bắn vào ngày 16 tháng 1 năm 1945 bởi các sĩ quan Schutzpolizei và 50 tù nhân từ trại tập trung ở Auschwitz, bị sát hại vào ngày 19 tháng 1 năm 1945. Vinh quang dành cho họ "
Ở thị trấn Mikołów cũng có một nghĩa trang Do Thái được xây dựng từ năm 1682 trong Chiến tranh thế giới lần thứ hai nhưng nó đã bị hủy hoại hoàn toàn.

## Những nhân vật nổi tiếng xuất thân từ thị trấn
- Anna Dereszowska
- Eugeniusz Wycisło
- Izabela Kloc
- Ignaz Wechselmann
- Joseph Abraham Steblicki
- Rafał Wojaczek
- Roksana Jonek - Hoa hậu Polonia 1997